# Baños de Río Tobía
Baños de Río Tobía es un municipio y localidad española, en la comunidad autónoma de La Rioja. El término municipal, ubicado en la Rioja Alta y en la comarca de Nájera, tiene una población de 1605 habitantes (INE 2024). Es notable su industria chacinera, la industria maderera y del contrachapado.  Está situado en la cuenca del río Najerilla.

## Geografía humana

### Demografía
Cuenta con una población de 1605 habitantes (INE 2024).
| Gráfica de evolución demográfica de Baños de Río Tobía entre 1842 y 2021                                              |
| |
| Población de derecho según los censos de población del INE. Población de hecho según los censos de población del INE. |

## Administración
| Periodo   | Nombre                              | Partido       |
| --------- | ----------------------------------- | ------------- |
| 1979-1983 | Simón García Ceña                   | Independiente |
| 1983-1987 | Juan José Altuzarra Arenzana        | Independiente |
| 1987-1991 | Juan José Altuzarra Arenzana        | CDS           |
| 1991-1995 | Juan José Altuzarra Arenzana        | CDS           |
| 1995-1999 | Esteban Ignacio Martínez Cornejo    | PP            |
| 1999-2003 | Esteban Ignacio Martínez Cornejo    | PP            |
| 2003-2007 | Jesús Clemente García González      | PSOE          |
| 2007-2011 | Jesús Clemente García González      | PSOE          |
| 2011-2015 | Fulgencio Francisco Fernández Pablo | PP            |
| 2015-2019 | David Villoslada García             | PSOE          |
| 2019-2023 | David Villoslada García             | PSOE          |
| 2023-act. | Mónica Moreno Campo                 | PP            |

## Patrimonio
- Ayuntamiento: Del siglo XVI.
- Palacio de los Salazar: Del siglo XVII.
- Iglesia de San Pelayo: Del siglo XVI. Construida en sillería y sillarejo. Reconstruido recientemente.
- Ermita del Rosario: Del siglo XVII. Edificio en sillería de una nave.
- Ermita de la Virgen de Los Parrales. Situada al sur del casco urbano.

Patrimonio de Baños de Río Tobía
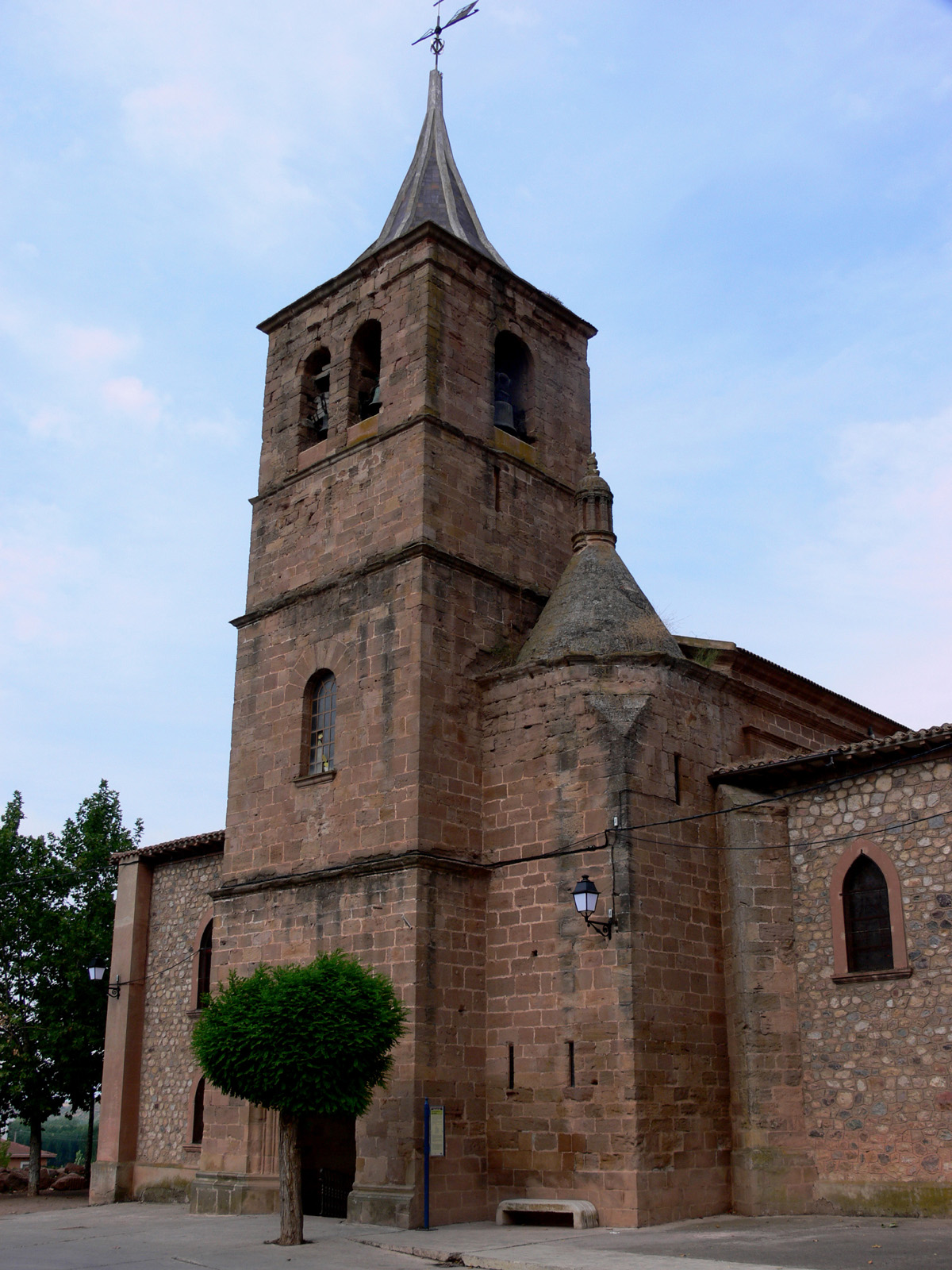
Iglesia de San Pelayo.
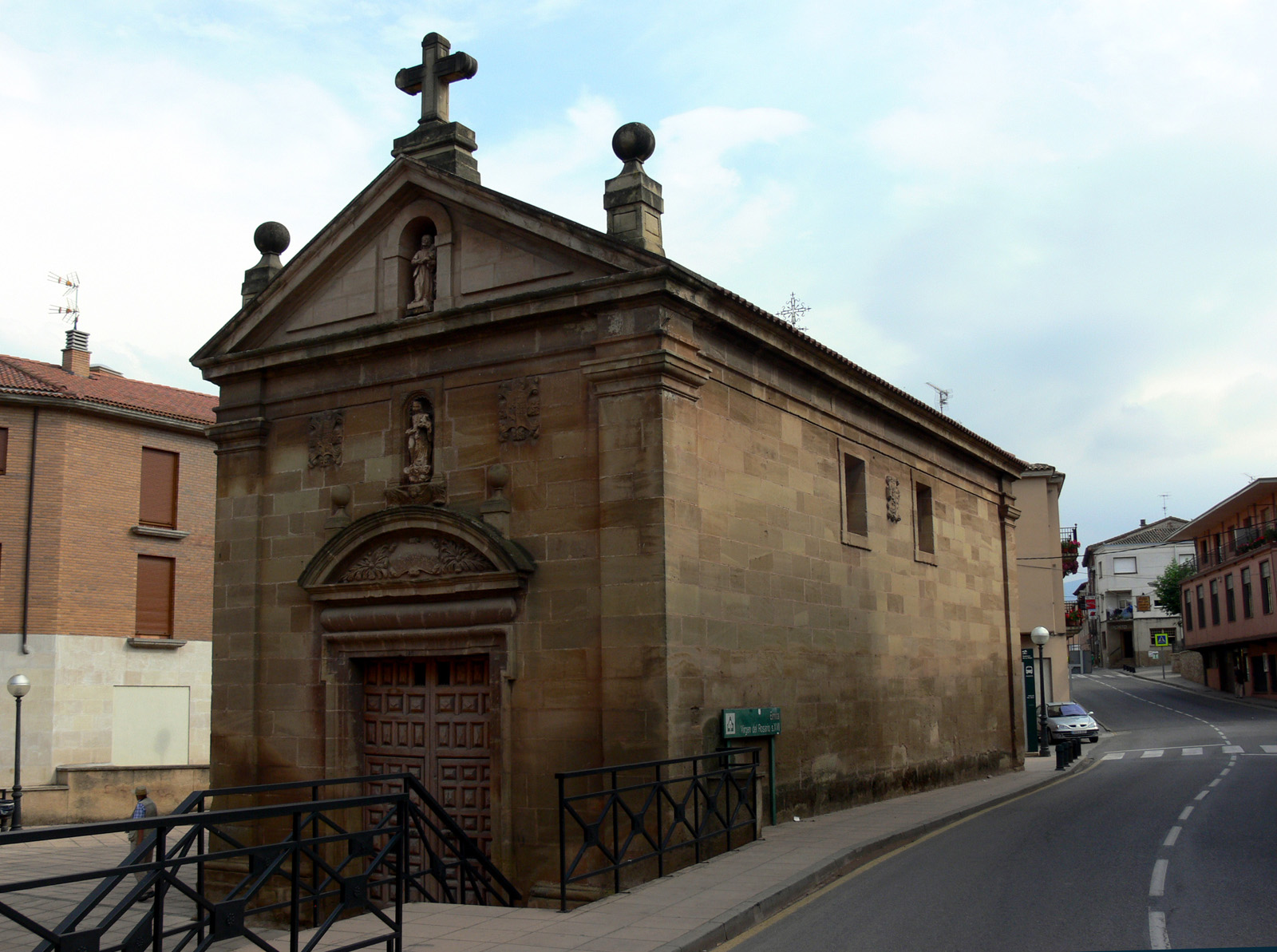
Ermita del Rosario.
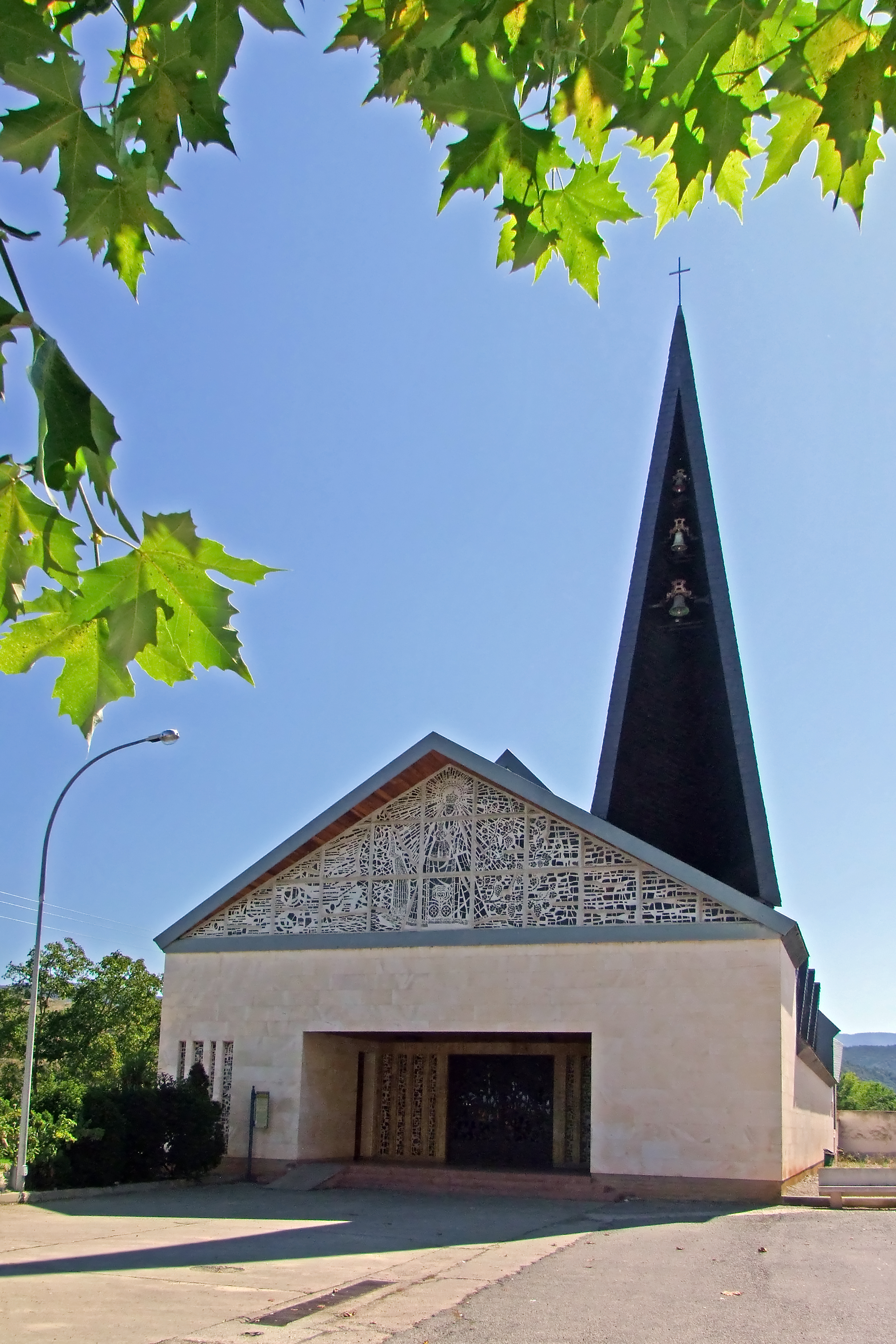
Ermita de la Virgen de Los Parrales.
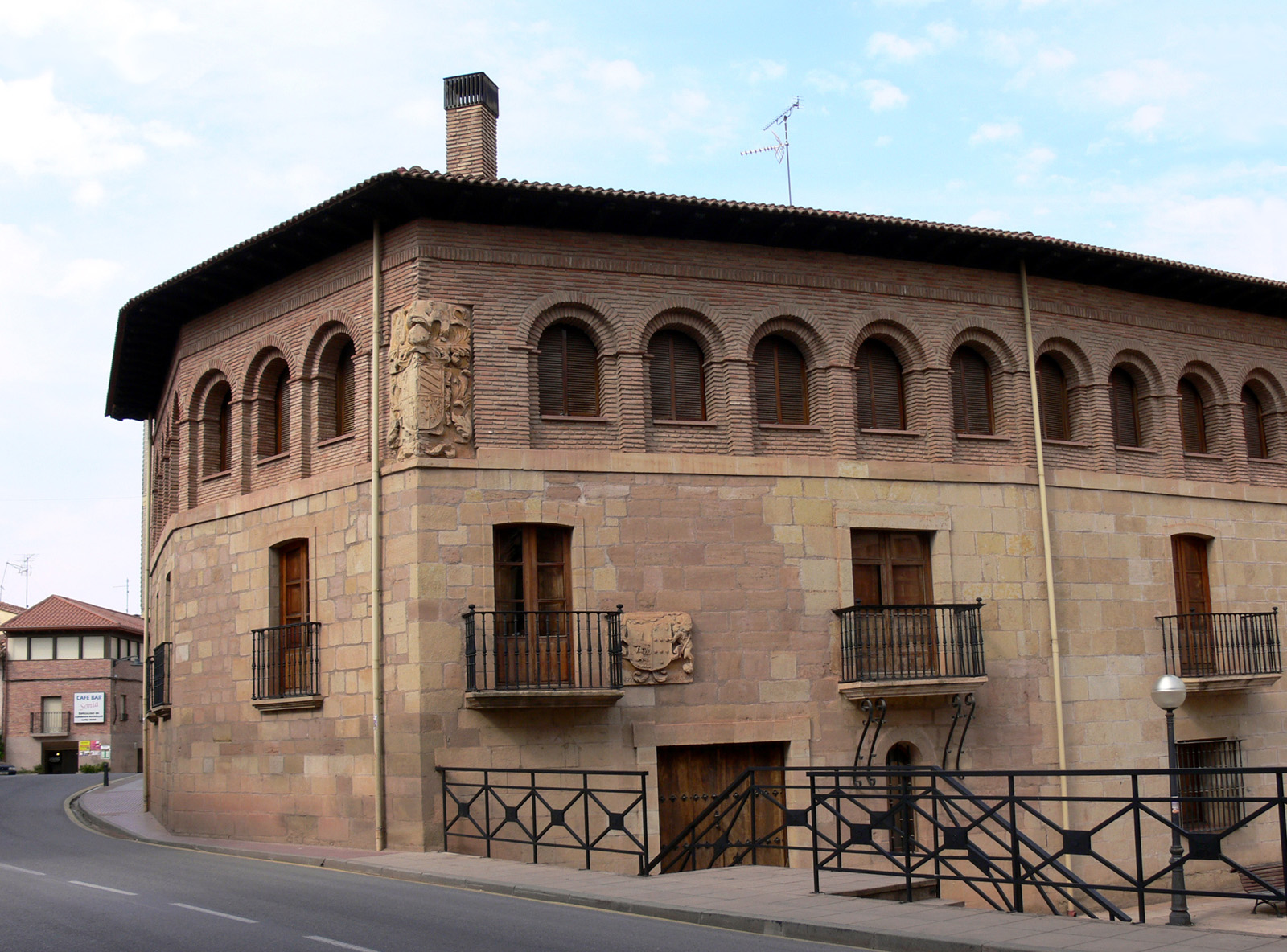
Palacio Salazar.

## Deporte
Este municipio cuenta con un equipo de fútbol, el Club Deportivo Bañuelos, fundado en 1982, club que compite en la Regional Preferente riojana. Viste de color rojo al completo, con detalles blancos. El C.D. Bañuelos llegó a jugar en tercera división. También cuenta con el Asociación Deportiva Baños, el cual milita actualmente en tercera división de fútbol sala
Anualmente, el último sábado de abril se realiza una marcha nocturna a pie de unos 63 km que parte de Logroño hacia el Monasterio de Valvanera, conocida como la Valvanerada. La localidad colabora en su organización repartiendo avituallamiento con una barra de chocolate y realizando uno de los controles. Es el paso intermedio con más población que atraviesa la marcha, y la población se vuelca en apoyar a los participantes. 
Un campeonato de pelota a mano de aficionados tiene lugar durante el verano, reuniendo a numerosos competidores de distintas categorías. También se realiza "El día de la bicicleta", organizado por la Peña Virgen de Los Parrales. Asimismo, en junio tiene lugar una marcha por los alrededores de la localidad a la que asiste buena parte de los habitantes de la misma.

## Fiestas locales
- Quintos: Se celebran el fin de semana más cercano al 5 de febrero (Santa Águeda), en ellas los quintos que cumplen 18 años ese año piden dinero, preparan verbenas y fiestas desde el jueves hasta el domingo de esa semana.
- Semana Santa: La Semana Santa en Baños tiene diversos actos y tradiciones durante toda la semana, pero especialmente el Jueves y Viernes Santo. Durante la semana es muy importante el papel que realiza la Cofradía del Santo Cristo del Amparo,[3] la cual organiza y realiza varios actos y procesiones.[4]
- San Isidro: Se celebran los días 14 y 15 de mayo, en honor a San Isidro Labrador con misa, vermut, torneo de pelota y verbena.
- San Pelayo: Se celebra el 26 de junio, con misa y verbena en honor a San Pelayo, patrón de la localidad.
- Festival Bañarte: Es un festival artístico, también llamado "Encuentro de arte Bañarte", en el que varios artistas realizan diversas obras que pueden mostrarse a través de los 5 sentidos. Estas obras son visitables durante 4 días, en los que también se organizan talleres y exposiciones por toda la localidad. Se suele celebrar el último fin de semana de agosto o el primero de septiembre.[5][6]
- Festival del Chorizo: Se celebra el domingo anterior al 21 de septiembre para conmemorar la tradición chacinera de la localidad. Se realiza un reparto de raciones de chorizo escaldado entre los miles de asistentes y se hace la matanza del cerdo en su forma tradicional.
- San Mateo y la Virgen de los Parrales: Son las fiestas principales de la localidad, se celebran del 20 al 24 de septiembre, en honor de San Mateo y de La Virgen de Los Parrales. Durante la semana, la peña Virgen de los Parrales y la asociación juvenil Bañuelos realizan diversos actos y degustaciones. También se realizan torneos de pelota a mano, verbenas, toro de fuego, y pasacalles con charangas.